# زانکت آندره
شهر زانکت آندره (به آلمانی: Sankt Andrä) در استان  کرنتن با جمعیت  ۱۰٬۵۶۱  نفر در کشور اتریش واقع شده‌است.